# Кримська обласна Рада народних депутатів
Кримська обласна Рада народних депутатів (до прийняття нової конституції СРСР 7 жовтня 1977 року — Кримська обласна Рада депутатів трудящих) — орган державної влади Кримської області у складі РРФСР, а з 1954 року — УРСР. Складався зі 100 депутатів.

## Історія
Перша сесія першого скликання Верховної Ради Кримської Автономної Радянської Соціалістичної Республіки у складі РРФСР відбулася 21 липня 1938 року. 30 червня 1945 року Кримську АРСР було скасовано і було створено Кримську область у складі РРФСР. 26 квітня 1954 года область було передано до складу Української РСР.
22 березня 1991 року, після відтворення Кримської АРСР за підсумками референдуму, Кримську обласну Раду народних депутатів було перетворено у Верховну Раду Кримської АРСР відповідно до Закону Української РСР від 12 лютого 1991 року «Про відновлення Кримської Автономної Радянської Соціалістичної Республіки». 19 червня того ж року згадку про відновленої автономії було включено до конституції Української РСР 1978 року.

## Депутати, склад депутатських фракцій і постійних комісій
1. Верховна рада Кримської АРСР І скликання (1938)
2. Кримська обласна рада депутатів трудящих І скликання (1947)
3. Кримська обласна рада депутатів трудящих II скликання (1950)
4. Кримська обласна рада депутатів трудящих III скликання (1953)
5. Кримська обласна рада депутатів трудящих IV скликання (1955)
6. Кримська обласна рада депутатів трудящих V скликання (1957)
7. Кримська обласна рада депутатів трудящих VI скликання (1959)
8. Кримська обласна рада депутатів трудящих VII скликання (1961)
9. Кримська сільська обласна рада депутатів трудящих VIII скликання (1963)
10. Кримська промислова обласна рада депутатів трудящих IX скликання (1963)
11. Кримська обласна рада депутатів трудящих X скликання (1965)
12. Кримська обласна рада депутатів трудящих XI скликання (1967)
13. Кримська обласна рада депутатів трудящих XII скликання (1969)
14. Кримська обласна рада депутатів трудящих XIII скликання (1971)
15. Кримська обласна рада депутатів трудящих XIV скликання (1973)
16. Кримська обласна рада депутатів трудящих XV скликання (1975)
17. Кримська обласна рада депутатів трудящих XVI скликання (1977)
18. Кримська обласна рада народних депутатів XVII скликання (1980)
19. Кримська обласна рада народних депутатів XVIII скликання (1982)
20. Кримська обласна рада народних депутатів XIX скликання (1985)
21. Кримська обласна рада народних депутатів XX скликання (1987)
22. Кримська обласна рада народних депутатів XXI скликання (1990)

## Голови Виконавчого комітету Кримської обласної Ради народних депутатів
| №  | П. І.Б                         | Роки посади            |
| -- | ------------------------------ | ---------------------- |
| 1  | Кривошеїн Дмитро Олександрович | 25.6.1946 — 10.6.1949  |
| 2  | Никаноров Василь Іванович      | 10.6.1949 — 12.12.1949 |
| 3  | Постовалов Сергій Осипович     | 12.12.1949 — 23.9.1952 |
| 4  | Полянський Дмитро Степанович   | 23.9.1952 — 16.2.1954  |
| 5  | Кузьменко Михайло Григорович   | 16.2.1954 — 6.1956     |
| 6  | Філіппов Іван Маркелович       | 6.1956 — 9.10.1959     |
| 7  | Дружинін Володимир Миколайович | 9.10.1959 — 7.12.1965  |
| 8  | Чемодуров Трохим Миколайович   | 18.1.1966 — 21.12.1979 |
| 9  | Бахтін Юрій Георгійович        | 21.12.1979 — 13.4.1985 |
| 10 | Рощупкін Олександр Мефодійович | 13.4.1985 — 27.12.1989 |
| 11 | Курашик Віталій Володимирович  | 27.12.1989 — 22.3.1991 |